# 安藤裕 (政治家)
安藤 裕（あんどう ひろし、1965年〈昭和40年〉3月28日 - ）は、日本の政治家、税理士、YouTuber。参政党所属の参議院議員（1期）、参政党国会議員団幹事長兼政務調査会長。
慶應義塾大学経済学部を卒業後、相模鉄道に勤務。その後税理士資格を取得し、税理士事務所を開業した。
2012年から2021年まで京都6区を地盤とする衆議院議員（3期、自由民主党所属）として活動し、初当選と2期目は比例近畿ブロックでの復活当選、3期目は小選挙区で当選した。復興大臣政務官兼内閣府大臣政務官（第4次安倍第1次改造内閣）、自由民主党政務調査会内閣第二部会部会長代理、財務金融部会部会長代理などを歴任した。
2021年の衆院選では自民党からの公認を得られず立候補を見送った。その後、2022年の参院選に新党くにもりから東京都選挙区に立候補し落選。
2024年の衆院選では京都6区から参政党公認で出馬したが落選。2025年の参院選では参政党公認で比例区から立候補し、当選した。

## 経歴
神奈川県生まれ（現住所は京都府宇治市小倉町西浦）。横浜市立高田小学校、慶應義塾普通部、慶應義塾高等学校卒業。1987年、慶應義塾大学経済学部卒業後、相模鉄道株式会社入社。1995年、税理士を目指し税理士事務所に転職。1995年、公認会計士事務所入所。税理士資格を取得し、1998年、安藤裕税理士事務所を開設して独立した。2011年、『「稼ぐ」社長の経理力』を出版。

### 自民党 (2012年 - 2021年)
2012年、第46回衆議院議員総選挙で京都6区に自由民主党から立候補。民主党で国会対策委員長（当時）の山井和則に敗れたが、比例近畿ブロックで復活し初当選。
2014年、第47回衆議院議員総選挙で再び京都6区で山井に敗れるが、比例復活で再選。
2016年11月17日、国会の憲法審査会で、天皇の「生前退位」をめぐり「旧憲法のように国会の議決を経ず、皇室の方々でお決め頂き、国民はそれに従う形が日本古来の知恵だ」と述べ、憲法改正を主張した。また、「天皇の地位は日本書紀における『天壌無窮の神勅』に由来し、皇室は憲法以前から存在するため、我々が手を出せない存在だからこそ権威がある」「日本最高の権威が国会の下に置かれている」と発言した。
2017年4月12日、日本の未来を考える勉強会を立ち上げ、第1回勉強会を主催。
2017年5月、麻生派・山東派と合流する新派閥に参加するため佐藤勉が設立した新グループ「天元会」に参加しそれまで参加していた有隣会を離脱。その後、新派閥志公会に参加。
同年10月の第48回衆議院議員総選挙で、希望の党に移った山井との戦いを制し、京都6区で当選（山井は比例復活）。
2018年10月、 第4次安倍改造内閣で内閣府政務官兼復興政務官に就任。
2019年2月、「竹島の日」式典に政府代表として出席した際には韓国政府から抗議を受けた。
同年、自由民主党政務調査会総務部会部会長代理に就任。
2020年2月26日、議員連盟「日本の未来を考える勉強会」を発足し、会長に就任した。同議連では、新型コロナ対策として100兆円規模の積極財政案を政府与党に提言した。また、青山繁晴参議院議員が会長を務める「日本の尊厳と国益を護る会」と合同記者会見を開き、緊急経済対策に消費税減税を盛り込むよう求める声明を発表した。
2021年1月30日、安藤を含む自民党国会議員有志50人は、47都道府県議会議長のうち同党所属の約40人に対し、選択的夫婦別姓の導入に賛同する意見書を採択しないよう求める文書を提出した。この行動に対し、地方議員や市民団体から「地方議会の独立性を脅かす行為だ」として批判が相次ぎ、公開質問状も提出された。
2021年6月、同年10月の第49回衆議院議員総選挙には出馬しない意向を表明した。同月、プライベートに関する報道があり、自民党からの応援を得られなかった。その後、同年12月15日に、自身が会長を務めていた「日本の未来を考える勉強会」は解散した。

### 新党くにもり (2022年 - 2024年)
2022年4月6日、保守系政治団体「新党くにもり」の共同代表に就任した。同団体は水島総（チャンネル桜代表）が代表を務め、「国を護り、民を護り、国民を保守する」を基本理念に掲げて活動している。
同党の理念について、安藤は「日本を主語とした政治」を掲げ、日本古来の伝統や文化を尊重し、皇室を敬う国民を日本の宝とする家族のような国づくりを目指すと述べている。また、日本人が誇りをもって生きられる社会を取り戻すため、戦後植え付けられた自虐史観からの脱却や、日本神話を学校教育で教える必要性も訴えている。
同年7月の第26回参議院議員通常選挙では、東京都選挙区から同団体公認で立候補したが、34人中19位で落選した。

### 参政党 (2024年 -)
2024年9月、参政党に入党し、10月の衆院選への京都6区の公認候補となった。参政党は「日本再興」「国民の誇り回復」などを掲げる新興政党で、安藤は神谷宗幣代表との理念的一致を理由に参加している。得票率8.4％で5人中最下位となり落選。比例近畿ブロック1位にも搭載されていたものの、得票率10％未満であったため比例復活の資格を失い、惜敗率でも上回った同率1位の北野裕子が当選した。
2025年、第27回参議院議員通常選挙に、参政党公認で比例区から立候補し、当選した。8月1日、参政党国会議員団幹事長兼政務調査会長に就任。

## 政策・主張
彼は財政政策を最も重視しており、「政府の赤字は国民の黒字」と主張し、財政出動の拡大と緊縮財政からの脱却を訴えている。政府の赤字削減を「国民の貧困化政策」と批判し、財政破綻論を「誤り」と位置づけている。また、財務省の予算編成権を新たな経済機関へ移管することによる財務省の解体も提案している。

### 経済政策
- 積極財政による経済政策を持論とする消費税廃止・減税論者であり、特に2020年の新型コロナウイルスの感染拡大によって景気が停滞して以降はその必要性をより強く訴えている
- 自民党議員時代の2020年3月、新型コロナの感染拡大に伴う経済対策をめぐって同じ自民党の若手議員らと消費税の減税を求める緊急声明を発表した。声明を取りまとめた安藤は「『コロナショック』が強大な影響を及ぼしており、思い切って消費減税をして、経済を立て直すべきだ。希望の持てるメッセージを出さないといけない」と述べた[41]。
- 2020年8月の経済界ウェブのインタビューでは以下のような立場を示している[42]
  - 金融緩和・財政出動・成長戦略を柱とした安倍政権の経済政策「アベノミクス」について、「（自民党が）政権を取って1年目は確かにできたんですが、2年目以降は止めてしまって緊縮財政に戻した。しかもデフレ脱却していないのに、消費増税もやってしまった。これではデフレ脱却は無理。その後も、ああこのまま緊縮財政を続けていくんだろうなあと感じるようになった。」と述べて批判した
  - 安倍政権の財政政策の問題点の一つとして「プライマリーバランスの黒字化目標を設定してしまった」ことを挙げ、「これを本当は撤廃でいいのですが、少なくともデフレ脱却するまでは凍結すべきですね。デフレというのは資本主義の病気ですから、病気をまず治さないと財政再建もなにもないわけですよ。」と述べた
  - 消費税を減税することによる社会保障財源への影響について「（社会保障財源は）国債でいい」とした上で、下げ続けた法人税率を元の水準に戻すことや資産家の金融所得課税が現在は分離課税20%になっているため、これを総合課税化することなどを提案した
  - 国債の発行が「将来に借金として跳ね返ってくる」と主張する財政再建派の反論に対しては「その理屈で言うなら、国債の残高が膨らんで増えていくと当然金利も上がらないといけない。なのにデータを見ると国債を出せば出すほど金利は下がっていますよね。そんなに将来不安を感じてしまうならそんなに国債出しちゃダメだって市場が判断して、どこかで返ってこなくなるんじゃないか、こんな安い国債は買えないと判断すると思うんですけど逆の方に思っている。国債を出せば出すほど金利が下がっている。」と述べた
  - 安倍政権の経済政策の問題点として「新自由主義、株主資本主義」を挙げ「それをやった結果、何が起きているか。20年間、1997年から企業の売上高はほぼ横ばい。全然伸びてない。でも経常利益は3倍、配当金は6倍です。一方で給料を減らし、設備投資も減らしている。売上高が伸びない中で利益を伸ばすには、コストカットしかないんです。だから下請けいじめにもつながる。これが株主資本主義を進めた結果です。これで日本人がみんな幸せになるはずがない。法人税減税して、じゃあそのお金がどこへいったかというと配当金と内部留保になっているわけです。法人税減税を進めていた人たちは『減税したその分は給料や設備投資に回る』と言っていましたが、そんなはずないと私は反対していました。」と述べた
- 2022年参院選のNHKのアンケートでは以下のような立場を示している[43]
  - 財政健全化と経済対策のどちらを重視するかについて、「経済対策」と回答
  - 物価高対策や新型コロナ対策として、消費税率の一時的な引き下げは「必要」と回答
  - 大企業や所得が多い人への課税を強化して国の財源に充てることに「どちらかといえば賛成」と回答
  - 日銀が続けている大規模な金融緩和政策について、「維持すべき」と回答
- 2022年参院選の読売新聞のアンケートでは以下のような立場を示している[44]
  - 経済政策で財政出動と財政規律のどちらを優先するかについて、「財政出動を優先し、景気を支えるべきだ」と回答
  - 経済全体の規模を大きくする「成長」と、富の移転で格差是正を目指す「分配」のどちらを重視するかについて、「分配を重視すべきだ」と回答
  - さらに増え続ける社会保障費に対応するための方法として最も優先すべきものについて、「赤字国債を発行する」と回答
  - 今の歳入の範囲で国の歳出額をどのようにすべきかについては以下のような立場を示している
    - 公共事業費について、「増やすべきだ」と回答
    - 医療・介護費について、「増やすべきだ」と回答
    - 科学技術費について、「増やすべきだ」と回答
    - 公務員の人件費について、「増やすべきだ」と回答
    - 生活保護費について、「増やすべきだ」と回答
    - 子育て支援費について、「増やすべきだ」と回答
    - 防衛費について、「増やすべきだ」と回答
- 2022年参院選の毎日新聞のアンケートでは以下のような立場を示している[45]
  - 岸田政権の経済政策「新しい資本主義」について、「評価しない」と回答
  - 安倍政権の経済政策「アベノミクス」について、「評価できず、見直すべきだ」と回答
- 2024年衆院選のNHKのアンケートでは以下のような立場を示している[46]
  - 物価高対策として政府が最優先で取り組むべきことについて、「減税」と回答
  - 政府が基礎的財政収支の2025年度黒字化目標を掲げていることについて、「財政規律より積極的な財政出動を優先すべきだ」と回答
  - 大企業や所得が多い人への課税を強化して国の財源にあてることに「賛成」と回答
- 2024年衆院選の読売新聞のアンケートでは以下のような立場を示している[47]
  - 財源確保のためには増税もやむを得ないと考える政策について、「増税するべきではない」と回答
  - 経済政策で財政出動と財政規律のどちらを優先するかについて、「財政出動を優先し、景気を支えるべきだ」と回答
  - 経済全体の規模を大きくする「成長」と、富の移転で格差是正を目指す「分配」のどちらを重視するかについて、「どちらともいえない」と回答
  - 今の歳入の範囲で国の歳出額をどのようにすべきかについては以下のような立場を示している
    - 公共事業費について、「増やすべきだ」と回答
    - 医療・介護費について、「増やすべきだ」と回答
    - 科学技術費について、「増やすべきだ」と回答
    - 公務員の人件費について、「増やすべきだ」と回答
    - 生活保護費について、「どちらかといえば増やすべきだ」と回答
    - 子育て支援費について、「増やすべきだ」と回答

  - 今後の日銀の金融政策の方向性について、「金利上昇を容認するべきではなく、マイナス金利やゼロ金利に戻すべきだ」と回答
- 2022年参院選、2024年衆院選の毎日新聞のアンケートでは10%の消費税率について、「引き下げるべきだ」と回答[45][48]
- 2025年参院選のNHKのアンケートでは以下のような立場を示している[49]
  - 物価高対策として政府が最優先で取り組むべきことについて、「減税」と回答
  - 消費税の扱いについて、「消費税を廃止すべき」と回答
  - 消費税の減税や廃止を行う場合の代替財源をどのような方法で確保すべきかについて、「国債の発行で確保すべき」と回答
  - コメ5kgあたりの消費税込みの店頭での適正な平均価格について、「2000円台」と回答
  - コメの安定供給に向けて政府が最優先で取り組むべきことについて、「農家の所得を補償する制度の導入」と回答
  - アメリカの関税措置に対するこれまでの政府の対応について、「あまり評価しない」と回答
  - 税制改正の関連法で「年収103万円の壁」が見直され、所得税がかかり始める課税最低限の年収が160万円に引き上げられたことについて、「さらに引き上げるべき」と回答
- 2025年参院選の読売新聞のアンケートでは以下のような立場を示している[50]
  - 物価高対策を目的として政府が国民に現金などを給付する政策のあり方について、「所得制限は設けず、全ての人に公平に給付するべきだ」と回答
  - 消費税について、「恒久的に減税・廃止するべきだ」と回答
  - 政府の経済政策について、「財政出動を優先し、景気を支えるべきだ」と回答
  - 経済全体の規模を大きくする「成長」と、富の移転で格差是正を目指す「分配」のどちらを重視するかについて、「どちらともいえない」と回答
  - 所得税が課され始める「年収103万円の壁」が、年収を制限した上で160万円に引き上げられたことについて、「働き控えを減らすため、年収制限なく、さらに引き上げるべきだ」と回答
  - 今の歳入の範囲で国の歳出額をどのようにすべきかについては以下のような立場を示している
    - 公共事業費について、「増やすべきだ」と回答
    - 医療・介護費について、「どちらかといえば増やすべきだ」と回答
    - 科学技術費について、「増やすべきだ」と回答
    - 公務員の人件費について、「増やすべきだ」と回答
    - 生活保護費について、「どちらかといえば増やすべきだ」と回答
    - 子育て支援費について、「どちらかといえば増やすべきだ」と回答

  - 日本と外国の貿易に関して、「どちらかといえば互いに関税を高くし、自国の産業を保護するのが望ましい」と回答
- 2025年参院選の毎日新聞のアンケートでは、10%の消費税率について「消費税を廃止すべきだ」と回答[51]

### 外交・安全保障
- 2022年参院選のNHKのアンケートでは以下のような立場を示している[43]
  - 政府のロシアに対する制裁措置について、「回答しない」と回答
  - 防衛費について、「大幅に増やすべき」と回答
  - 敵のミサイル発射基地などを破壊する敵基地攻撃能力を持つことに「賛成」と回答
  - 非核三原則について、「見直すべき」と回答
- 2022年参院選の読売新聞のアンケートでは以下のような立場を示している[44]
  - GDPの概ね1%前後で推移している防衛費について、「GDP比3%超に増やすべきだ」と回答
  - 日米関係、日露関係、日中関係、日韓関係の強化にそれぞれ「どちらかといえば賛成」と回答
  - 沖縄県の米軍普天間飛行場の同県名護市辺野古沖への移設に「どちらかといえば賛成」と回答
  - 日本政府がロシア極東サハリンのエネルギー開発事業「サハリン1」「サハリン2」などロシアとの経済協力から撤退することに「どちらかといえば反対」と回答
  - 中国の新彊ウイグル地区での人権弾圧を受けて、欧米に続いて日本政府が中国に制裁を発動することに「賛成」と回答
  - 外国からミサイル攻撃を受ける前に、相手国のミサイル発射拠点を破壊する能力を日本が持つことに「賛成」と回答
- 2022年参院選の毎日新聞のアンケートでは以下のような立場を示している[45]
  - 政府がウクライナ侵攻を受けてロシアに科している経済制裁について、「今の制裁で妥当だ」と回答
  - 台頭する中国との付き合い方について、「中国は日本にとって脅威であり、より強い態度で臨むべきだ」と回答
  - 元徴用工や元慰安婦の問題で対立が続く日韓関係について、「対立する問題で韓国政府がより譲歩すべきだ」と回答
  - 防衛費について、「GDP比2%程度まで増やすべきだ」と回答
  - 沖縄県宜野湾市の米軍普天間飛行場を同県名護市辺野古に移設する計画について、「どちらかと言えば賛成」と回答
  - 日本の核保有・核共有について、「日本は核兵器を保有すべきだ」と回答
- 2024年衆院選のNHKのアンケートでは以下のような立場を示している[46]
  - 2023年度から5年間で43兆円程度の防衛費を確保して防衛力を強化するとしている政府の方針について、「さらに強化すべき」と回答
  - 防衛費増額の財源を賄うための増税に「反対」と回答
  - 非核三原則について、「見直すべき」と回答
- 2024年衆院選の読売新聞のアンケートでは以下のような立場を示している[47]
  - 防衛費の適切な規模について、「政府方針の通りGDP比2%程度とすべきだ」と回答
  - 外国からミサイル攻撃を受ける前に、相手国のミサイル発射拠点などを破壊する反撃能力を日本が持つことに「どちらかといえば賛成」と回答
  - 沖縄をはじめとする南西諸島の防衛力を強化することに「賛成」と回答
  - ロシアの侵略を受けるウクライナへの支援について、「軍事に関する支援は行わず、経済支援や復興支援に限定する」と回答
  - 能動的サイバー防御の導入に「どちらかといえば反対」と回答
  - 日米関係の強化に「どちらかといえば反対」、日中関係の強化に（賛成とも反対とも）「どちらともいえない」、日韓関係の強化に「どちらかといえば賛成」と回答
- 2024年衆院選の毎日新聞のアンケートでは以下のような立場を示している[48]
  - ロシアから侵攻を受けているウクライナに対する支援について、「支援を縮小すべきだ」と回答
  - 台頭する中国との付き合い方について、「より強い態度で臨むべきだ」と回答
  - 沖縄県宜野湾市の米軍普天間飛行場を同県名護市辺野古に移設する計画について、「反対」と回答
  - 防衛費増額の財源確保に向けて法人税など3つの税目で増税するとしている政府の方針について、「防衛費増の方針に賛成するが、そのための増税はすべきではない」と回答
  - 日米地位協定について、「見直す必要がある」と回答
  - 日本の核保有・核共有について、「日本は核兵器を保有すべきだ」と回答
- 2025年参院選のNHKのアンケートでは以下のような立場を示している[49]
  - 日本の外交のあり方について、「日米同盟に過度に依存せず、自立的な外交を進めるべき」と回答
  - 2027年度までの5年間に約43兆円を投じて防衛力を抜本的に強化するとしている政府の方針について、「今の程度でよい」と回答
  - 防衛費増額の財源を賄うための増税に「反対」と回答
- 2025年参院選の読売新聞のアンケートでは以下のような立場を示している[50]
  - 防衛費の適切な規模について、「GDP比2%程度とすべきだ」と回答
  - 沖縄をはじめとする南西諸島の防衛力を強化することに「賛成」と回答
  - ロシアの侵略を受けるウクライナへの支援について、「支援は縮小・廃止する」と回答
  - 日米関係、日中関係、日韓関係いずれの強化にも「どちらともいえない」と回答
- 2025年参院選の毎日新聞のアンケートでは以下のような立場を示している[51]
  - 防衛費増額の財源確保に向けて法人税など3つの税目で増税するとしている政府の方針について、「防衛費を増額する必要はない」[52]と回答
  - 日米地位協定について、「見直すべきだ」と回答
  - 日本の核保有・核共有について、「日本は核兵器を保有すべきだ」と回答
  - 高関税政策などを取るトランプ米政権との付き合い方について、「毅然と対応すべきだ」と回答
  - 日米関係について、「日米関係は大切だが、他の国との関係強化にもっと力を入れるべきだ」と回答
  - 中国との付き合い方について、「毅然と対応すべきだ」と回答

### エネルギー
- 2022年参院選のNHKのアンケートでは以下のような立場を示している[43]
  - 原子力発電への依存度について、今後も「今の程度でよい」と回答
  - 電源構成に占める再生可能エネルギーの割合について、今後も「今の程度でよい」と回答
- 2022年参院選の毎日新聞のアンケートでは以下のような立場を示している[45]
  - 原発について、「当面は必要だが将来的には廃止すべきだ」と回答
  - 当面の課題としてエネルギー価格の抑制と脱炭素のどちらをより重視するかについて、「エネルギー価格の抑制」と回答
- 2024年衆院選のNHKのアンケートでは以下のような立場を示している[46]
  - 原子力発電への依存度について、今後も「今の程度でよい」と回答
  - 電源構成に占める再生可能エネルギーの割合について、今後は「減らすべき」と回答
- 2024年衆院選の読売新聞のアンケートでは、原子力発電について「どちらかといえば原子力発電を今後も活用する」と回答[47]
- 2024年衆院選の毎日新聞のアンケートでは以下のような立場を示している[48]
  - 2050年までに温室効果ガスの排出を実質ゼロにするとしている政府の目標について、「目標を引き下げるべきだ」と回答
  - 企業などに対して、二酸化炭素排出量に応じて課税する炭素税を強化していくことに「反対」と回答
  - 原発について、「当面は必要だが将来的には廃止すべきだ」と回答
- 2025年参院選のNHKのアンケートでは、原子力発電への依存度を今後は「下げるべき」と回答[49]
- 2025年参院選の読売新聞のアンケートでは、原子力発電について「原子力発電を今後も活用する」と回答[50]
- 2025年参院選の毎日新聞のアンケートでは以下のような立場を示している[51]
  - 原発の利活用に関して、「既存の原発を最大限利活用すべきだ」と回答
  - 経済成長と環境問題の関係について、「経済成長のためなら、環境問題の解決を先延ばしすることはやむを得ない」と回答

### 憲法
- 2022年参院選のNHKのアンケートでは以下のような立場を示している[43]
  - 今の憲法を「改正する必要がある」と回答
  - 憲法9条を改正して自衛隊を明記することに（賛成とも反対とも）「どちらともいえない」と回答
  - 大規模災害やテロなどの緊急事態が発生した際に、政府の権限を一時的に強めたり国会議員の任期を延長したりする緊急事態条項を設けることに「どちらともいえない」と回答
- 2022年参院選の読売新聞のアンケートでは以下のような立場を示している[44]
  - 今の憲法を「どちらかといえば改正する方がよい」と回答
  - 今の憲法で条文を改めたり、新たな条文を加えたりする方がよいと思う項目について、「前文、天皇の地位やあり方、自衛隊の根拠規定や自衛のための軍隊保持、首相の衆院解散権の制約、憲法裁判所の設置」と回答
  - 憲法9条のあり方について、「戦力不保持を定めた2項を削除（改正）し、自衛隊の根拠規定を追加する」と回答
- 2022年参院選の毎日新聞のアンケートでは以下のような立場を示している[45]
  - 憲法改正に「賛成」と回答
  - 憲法9条の改正について、「改正して自衛隊を他国同様の軍隊に位置付けるべきだ」と回答
- 2024年衆院選のNHKのアンケートでは以下のような立場を示している[46]
  - 今の憲法を改正する「必要がある」と回答
  - 憲法9条を改正して自衛隊を明記することに「反対」と回答
  - 緊急事態条項を設けることに「反対」と回答
- 2024年衆院選の読売新聞のアンケートでは以下のような立場を示している[47]
  - 今の憲法を改正することに「賛成」と回答
  - 今の憲法で条文を改めたり、新たな条文を加えたりする方が良いと思う項目について、「前文、天皇の地位やあり方、自衛隊の根拠規定や自衛のための軍隊保持、その他」と回答
  - 憲法を改正して自衛隊を明記することに「反対」と回答
- 2024年衆院選の毎日新聞のアンケートでは以下のような立場を示している[48]
  - 憲法改正に「賛成」と回答
  - 憲法9条の改正について、「改正して自衛隊を他国同様の軍隊に位置付けるべきだ」と回答
  - 緊急事態条項について、「緊急事態条項を設ける憲法改正は必要ない」と回答
- 2025年参院選のNHKのアンケートでは以下のような立場を示している[49]
  - 今の憲法を改正する「必要がある」と回答
  - 憲法9条を改正して自衛隊を明記することに「反対」と回答
  - 緊急事態条項を憲法改正して設けることに「反対」と回答
- 2025年参院選の読売新聞のアンケートでは以下のような立場を示している[50]
  - 今の憲法を改正することに「賛成」と回答
  - 今の憲法で条文を改めたり、新たな条文を加えたりする方が良いと思う項目について、「前文、天皇の地位やあり方、自衛隊の根拠規定、積極的な国際協力、家族の尊重、参院選の合区解消、首相の衆院解散権の制約、憲法裁判所の設置、憲法の改正要件の緩和、臨時国会の召集期限、その他」と回答
  - 大災害などで国政選挙を実施できない緊急事態の際、国会議員の任期を延長できるよう憲法に特例規定を追加すべきだという意見に「反対」と回答
- 2025年参院選の毎日新聞のアンケートでは以下のような立場を示している[51]
  - 憲法改正に「賛成」と回答
  - 憲法9条の改正について、「改正して自衛隊を他国同様の軍隊に位置付けるべきだ」と回答
  - 緊急事態条項について、「緊急事態条項を設ける憲法改正は必要ない」と回答

### 皇室観
- 自民党議員時代の2016年、衆院憲法審査会にて、男系継承を支持し、神話に由来する権威として国民や国会の関与を否定。皇室自身が在り方を決めるべきと主張している[53]。
- 2022年参院選のNHKのアンケートでは以下のような立場を示している[43]
  - 女性皇族が結婚後も皇室に残ることに「反対」と回答
  - 旧皇族の男系男子を養子に迎えることに「賛成」と回答
- 2022年参院選の読売新聞のアンケートでは、皇位継承権について「父方が天皇の血を引く男系男子のみ皇位を継承できる現在の制度を維持する」 と回答[44]
- 2022年参院選の毎日新聞のアンケートでは、皇族の数が減らないようにするために皇族の女性が結婚後も皇室に残る案に「反対」と回答[45]
- 2024年衆院選のNHKのアンケートでは以下のような立場を示している[46]
  - 女性天皇を認めることに「反対」と回答
  - 女系天皇を認めることに「反対」と回答
- 2024年衆院選の読売新聞のアンケートでは、皇位継承権について「父方が天皇の血を引く男系男子のみ皇位を継承できる現在の制度を維持する」と回答[47]
- 2024年衆院選の毎日新聞のアンケートでは以下のような立場を示している[48]
  - 皇族の減少対策について、「旧宮家出身の『男系男子』を皇族の養子にできるようにする」と回答
  - 女性天皇に「反対」と回答
- 2025年参院選のNHKのアンケートでは以下のような立場を示している[49]
  - 女性天皇を認めることに「反対」と回答
  - 女系天皇を認めることに「反対」と回答
- 2025年参院選の読売新聞のアンケートでは、皇位継承権について「父方が天皇の血を引く男系男子のみ皇位を継承できる現在の制度を維持する」と回答[50]
- 2025年参院選の毎日新聞のアンケートでは以下のような立場を示している[51]
  - 皇族の減少対策について、「旧宮家出身の『男系男子』を皇族の養子にできるようにする」と回答
  - 女性天皇について、「女性天皇に反対」と回答

### 社会政策
- 自民党議員時代には「日本会議国会議員懇談会」「神道政治連盟国会議員懇談会」「みんなで靖国神社に参拝する国会議員の会」「家族の絆特命委員会（事務局長）」などの議員連盟に参加していたことから、首相の靖国神社への参拝を支持していた[54]
- 戦後、GHQなどにより植え付けられた自虐史観から脱却し、日本神話を学校教育で教えるべきとするなど、伝統・文化・道徳の尊重を重視している[55]

### ジェンダー
- 2025年参院選のNHKのアンケートでは以下のような立場を示している[49]
  - 夫婦の姓のあり方について、「『夫婦同姓』を維持し、旧姓の通称使用を認める法制度を拡充すべき」と回答
  - 同性婚を法律で認めることに「反対」と回答
- 2025年参院選の読売新聞のアンケートでは、夫婦の名字について「夫婦は同じ名字とする制度を維持しつつ、通称として結婚前の名字を使える機会を拡大する」と回答[50]
- 2025年参院選の毎日新聞のアンケートでは以下のような立場を示している[51]
  - 選択的夫婦別姓の導入に「反対」と回答
  - 旧姓の通称使用拡大を進めることに「賛成」と回答
  - 同性婚を制度化することに「反対」と回答

## 人物
- 趣味：音楽（マンドリン演奏）、読書、ゴルフ[11]
- 好きな言葉「為せば成る 為さねば成らぬ何事も 成らぬは人の 為さぬなりけり」[11]
- 落下傘候補であったため、家族はそのまま神奈川県に暮らしていた[21]。家族は妻・1男1女の4人家族だった[21][56]。
- 2018年にYouTubeチャンネル「安藤裕チャンネルひろしの視点」を開設[2]。ロックミュージシャンの世良公則やストリートダンサーの堀江治善など、「アーティストの声を聞く」という企画の動画を公開している[57][58]。
- オンラインサロンを運営している[11]。
- タレントの大奈と芸人コンビ「赤字黒字」を結成し、2022年のM-1グランプリ予選に出場した[59][31]。大奈は安藤のYouTubeチャンネルで進行役も務め、共演を続けている[60]。

## 所属団体・議員連盟

### 自民党衆議院議員時代
- 日本の未来を考える勉強会（元会長）[21][3]
- 日本会議国会議員懇談会[61][62]
- 神道政治連盟国会議員懇談会[61][63]
- みんなで靖国神社に参拝する国会議員の会[61][14]
- 家族の絆特命委員会 （事務局長）[1]
- TPP交渉における国益を守り抜く会[63]
- モラロジー議員連盟[63]
- 天皇陛下御即位三十年奉祝国会議員連盟[63]
- 日本の印章制度・文化を守る議員連盟（幹事）[64]
- 核融合エネルギー推進議員連盟[63]
- 日華議員懇談会[63]
- 自民党たばこ議員連盟[65]

## 選挙歴
| 当落 | 選挙                     | 執行日         | 年齢 | 選挙区       | 政党         | 得票数     | 得票率 | 定数 | 得票順位 /候補者数 | 政党内比例順位 /政党当選者数 |
| ---- | ------------------------ | -------------- | ---- | ------------ | ------------ | ---------- | ------ | ---- | ------------------ | ---------------------------- |
| 比当 | 第46回衆議院議員総選挙   | 2012年12月16日 | 47   | 京都府第6区  | 自由民主党   | 8万990票   | 30.30% | 1    | 2/4                | 5/7                          |
| 比当 | 第47回衆議院議員総選挙   | 2014年12月14日 | 49   | 京都府第6区  | 自由民主党   | 9万4376票  | 41.11% | 1    | 2/3                | 4/9                          |
| 当   | 第48回衆議院議員総選挙   | 2017年10月22日 | 52   | 京都府第6区  | 自由民主党   | 10万1977票 | 42.97% | 1    | 1/3                | /                            |
| 落   | 第26回参議院議員通常選挙 | 2022年07月10日 | 57   | 東京都選挙区 | 新党くにもり | 2万758票   | 0.33%  | 6    | 19/34              | /                            |
| 落   | 第50回衆議院議員総選挙   | 2024年10月27日 | 59   | 京都府第6区  | 参政党       | 2万480票   | 8.42%  | 1    | 5/5                | 2/1                          |
| 当   | 第27回参議院議員通常選挙 | 2025年07月20日 | 60   | 比例区       | 参政党       | 11万8567票 |        | 50   | 3/10               | 3/7                          |

## 著書

### 単著
- 『「稼ぐ」社長の経理力』明日香出版社、2011年4月7日、ISBN 978-4756914514

### 共著・対談
- 『怒髪天を衝く！』前田日明:著、青林堂、2025年1月（対談「第6ラウンド 元政治家 安藤裕 中小企業は潰れていいと思ってますから。潰そうとしているんです、政府は。」）[66]
- 『増税地獄：一番悪いのは誰だ？』石田和靖, 安藤裕:共著、かや書房、2025年6月[67]